# Elecciones estatales de Baja California de 1989
Las Elecciones estatales de Baja California de 1989 se llevaron a cabo el domingo 2 de julio de 1989, y en ellas fueron renovados los titulares de los siguientes cargos de elección popular del estado mexicano de Baja California:
- Gobernador de Baja California: Titular del Poder Ejecutivo del estado, electo para un periodo de seis años no reelegibles en ningún caso. El candidato electo fue Ernesto Ruffo Appel, primer gobernador de oposición en la historia de Baja California y de México después de 60 años.
- 4 Ayuntamientos: formados por un Presidente Municipal, regidores y síndicos, electos para un periodo de tres años, no reelegibles de manera consecutiva.
- Congreso del Estado: Electos por mayoría relativa elegidos en cada uno de los distritos electorales del estado.

## Elecciones
Seis partidos políticos con registro en Baja California pudieron participar en el proceso electoral, los resultados que obtuvieron se señalan a continuación. El Partido Acción Nacional obtuvo el triunfo en la gubernatura, siendo la primera ocasión en que le fuera reconocido oficialmente un triunfo en su historia, este hecho se tradujo en la primera ocasión en 60 años en que un gobernador en México no era militante del Partido Revolucionario Institucional.

### Gubernatura
|  | 47.83 % |

|  | 38.29 % |

|  | 1.93 % |

|  | 1.13 % |

|  | 1.45 % |

|  | 0.91 % |

|  | 0.01 % |

|  | 8.45 % |

|  | 100.00 % |

### Municipales

#### Mexicali
|  | 50.19 % |

|  | 35.76 % |

|  | 1.85 % |

|  | 2.38 % |

|  | 0.01 % |

|  | 0.00 % |

|  | 100.00 % |

#### Tijuana
|  | 45.20 % |

|  | 31.79 % |

|  | 2.36 % |

|  | 1.70 % |

|  | 1.65 % |

|  | 1.05 % |

|  | 100.00 % |

#### Ensenada
|  | 51.04 % |

|  | 35.05 % |

|  | 2.99 % |

|  | 0.85 % |

|  | 2.13 % |

|  | 0.91 % |

|  | 100.00 % |

#### Tecate
|  | 45.39 % |

|  | 45.16 % |

|  | 4.62 % |

|  | 2.07 % |

|  | 1.60 % |

|  | 1.06 % |

|  | 100.00 % |

## Resultados electorales

### Ayuntamientos
|  | 42.27 % |

|  | 40.29 % |

|  | 2.19 % |

|  | 1.84 % |

|  | 1.43 % |

|  | 1.23 % |

|  | 0.13 % |

|  | 100 % |

### Congreso del Estado
|  | 44.96 % |

|  | 41.03 % |

|  | 2.44 % |

|  | 1.92 % |

|  | 1.52 % |

|  | 1.45 % |

|  | 6.67 % |

|  | 46.96 % |